# شهرستان توسکاراوس (اوهایو)
شهرستان توسکاراوس، اوهایو (به انگلیسی: Tuscarawas County, Ohio) یک سکونتگاه مسکونی در ایالات متحده آمریکا است که در اوهایو واقع شده‌است.